# Fritz Eyer
Fritz Eyer — de son nom complet Frédéric Charles Eyer — est un enseignant, historien et archéologue alsacien qui, après les troubles et divisions causés par l'occupation et l'annexion de fait de l'Alsace par le Troisième Reich au cours de la Seconde Guerre mondiale, dut se reconvertir à la Libération. Il se consacra alors à la brasserie et à l'histoire de l'Alsace du nord durant la période médiévale.

## Biographie
Fritz Karl Eyer est né à Haguenau (Bas-Rhin) le 10 février 1907. Il est le fils de Georges Eyer (1877-1941), originaire de Soultz-sous-Forêts (Bas-Rhin), maître boulanger à Haguenau et de Berthe Staehler (1878-1928). Après une scolarité dans le cadre de l'école primaire allemande, puis des études secondaires au lycée français de Haguenau, il commence des études de médecine puis fréquente la faculté des lettres de Strasbourg où il étudie l'allemand, l'histoire et la philosophie. Il soutient à l'Université de Heidelberg en 1936, une thèse d'histoire sur la formation de la Seigneurie de Lichtenberg de 1202 à 1480. En 1938, il publie la première partie de celle-ci à Strasbourg, en allemand, la seconde à Strasbourg en 1943. Enfin il obtient le certificat d'études supérieures d'allemand en 1939 à l'université de Besançon Attaché à la langue et à la culture allemande, ainsi qu'aux traditions de l'Église luthérienne, il fréquente pendant ses études la confrérie estudiantine Argentina ainsi que les milieux autonomistes, notamment le Parti alsacien-lorrain de Hermann Bickler et son mouvement de jeunesse la Jungsmannschaft.  Courant 1938, au congrès de Bouxwiller (Bas-Rhin) de la Fédération des sociétés d'histoire de l'Alsace, il se voit refuser une intervention en raison de son autonomisme.
De 1940 à 1944, il est professeur d'histoire, géographie et allemand à Haguenau, puis Bouxwiller. Il doit se soumettre, comme tous ses collègues, à la germanisation et à la nazification du corps enseignant, imposées par le Gauleiter Robert Wagner, prestation de serment au Reich, stage de rééducation en Allemagne de 3 à 6 mois, adhésion à l'Association des fonctionnaires du Reich et à l'Association du corps enseignant. Il s'engage en outre dans le parti national-socialiste, la SS, et accepte des responsabilités au sein de la Hitlerjugend. De 1942 à 1944 il participe aux fouilles archéologiques du Mont Sainte-Odile, sous l'égide du Reichsbund für Deutsche Vorgeschichte et la direction de l'archéologue nazi Hans Reinerth. Dans un rapport sur ces fouilles rédigé en 1947, il écrit : Le but de Reinerth et des milieux dont il était le porte-parole, était donc clairement défini : "déclarer la plus formidable forteresse préhistorique issue du génie germanique et faire du Mont Sainte-Odile un lieu de pèlerinage national allemand". Une porte du Mur païen, découverte par lui, porte encore aujourd'hui son nom.
La Libération de l'Alsace met un terme à sa carrière d'enseignant, comme à celle d'un millier de ses collègues alsaciens. Il subit les foudres de l'épuration et doit ensuite se réfugier à Metz (Moselle) au cours des années 1950 où il est accueilli avec sa famille dans la paroisse luthérienne et trouve un travail de comptable au service de la librairie Even. En 1958 il devient secrétaire général de l'École nationale de brasserie de Nancy (Meurthe-et-Moselle), poste qu'il conserve jusqu'à sa retraite en 1972. Il se consacre dès lors à l'histoire de l'Alsace du Nord et de la Réforme, reclasse avec soin les archives anciennes de la ville d'Obernai, devient membre de la section Alsace de la Société de l'histoire du protestantisme français, membre du comité de la Société d'histoire et d'archéologie de Saverne et environs et l'un des importants auteurs de sa revue Pays d'Alsace.
Il avait épousé à Saint-Amour (Jura), le 19 septembre 1939, Lydie Roth (1810-1993), dont il a eu trois fils, Jean, Henri et Frédéric. Ce dernier, historien et théologien d'avenir est mort prématurément du vivant de son père.. Ce dernier est décédé à Metz, le 27 août 1978 et a été inhumé à Haguenau.

## Publications
Fritz Eyer a publié de nombreux articles dans Pays d'Alsace, (dont « La Petite-Pierre au Moyen âge », vol. 66/67, 1969, p. 9-16), Saisons d'Alsace  (dont « L'immigration des huguenots dans le canton de Sarrewerden. Les sept villages Welsches », no 74, 1981), le Bulletin de la société d'histoire du protestantisme français (dont « La caisse de secours des veuves et orphelins de pasteurs du comté de Hanau-Lichtenberg, 1729-1743-1755 », vol. 125, avril-mai-juin 1979, p. 314-326), l'Elsass-Lothringische Heimat (dont « Das Hanauer Land zu beiden Seiten des Oberrheins », vol. 10, 1932, p. 497-502), la Pfälzer Heimat (dont « Neues über einige Burgen in den Nordvogesen », vol. 26, 1974, p. 27-29), Études médiévales-Archéologie et histoire III , SFIAS (dont « Le château de Hunebourg », no 133bis) et les Oberrheinische Studien (dont « Die Landgrafschaft im unteren Elsass », 1, 1970, p. 161-178). 
Il est également l'auteur de divers ouvrages, en allemand et en français, parmi lesquels :
- Das Territorium der Herren von Lichtenberg, 1202-1480..., Strasbourg, Rhenus Verlag, 1938,
- Burg Lichtenberg in der Geschichte, Strasbourg, Istra, 1938,
- Regesten zu einer Territorialgeschichte der Herren von Lichtenberg, Strasbourg, Istra, 1943,
- Lichtenberg, son château, son histoire, 1965,
- La Bière, Art et tradition, (avec le doyen de la faculté des sciences de Nancy Edmond Urion), Strasbourg, Istra, 1968,
- La Petite-Pierre, Lützelstein einst und jetzt, 1968,
- (de) Saarländische Betreffe des Départementsarchives Meurthe et Moselle in Nancy, Sarrebrück, 1976,
- Obernai. Archives municipales, Obernai, 1976/1977.
- La Petite-Pierre, petit guide historique et touristique, 1978,
- Wissembourg, art et histoire, éd. de la Tour blanche, Wissembourg, 1980,